# Rhaphuma virens
Rhaphuma virens là một loài bọ cánh cứng trong họ Cerambycidae.